# كريستيان ألارد
كريستيان ألارد (بالفرنسية: Christian Allard)‏ هو سياسي فرنسي، ولد في 31 مارس 1964 بديجون في فرنسا. حزبياً، نشط في الحزب القومي الاسكتلندي. وقد انتخب عضو البرلمان الاسكتلندي الرابع ‏ عن دائرة North East Scotland (Scottish Parliament electoral region) ‏ وقد انضم خلال فترته النيابية ‏ (15 مايو 2013 – 24 مارس 2016)  للكتلة البرلمانية الحزب القومي الاسكتلندي.